# Емма Сралла
Емма Сралла (швед. Emma Sralla, нар. 26 вересня 2004) — шведська легкоатлетка, яка спеціалізується у метанні диска.

## Спортивні досягнення
Чемпіонка світу серед юніорів у метанні диска (2022).
Фіналістка (11-е місце у метанні диска) чемпіоната Європи серед юніорів (2021).